# Cyrtopogon kushka
Cyrtopogon kushka är en tvåvingeart som beskrevs av Pavel Lehr 1998. Cyrtopogon kushka ingår i släktet Cyrtopogon och familjen rovflugor. Inga underarter finns listade i Catalogue of Life.